# Tadeusz Cymański

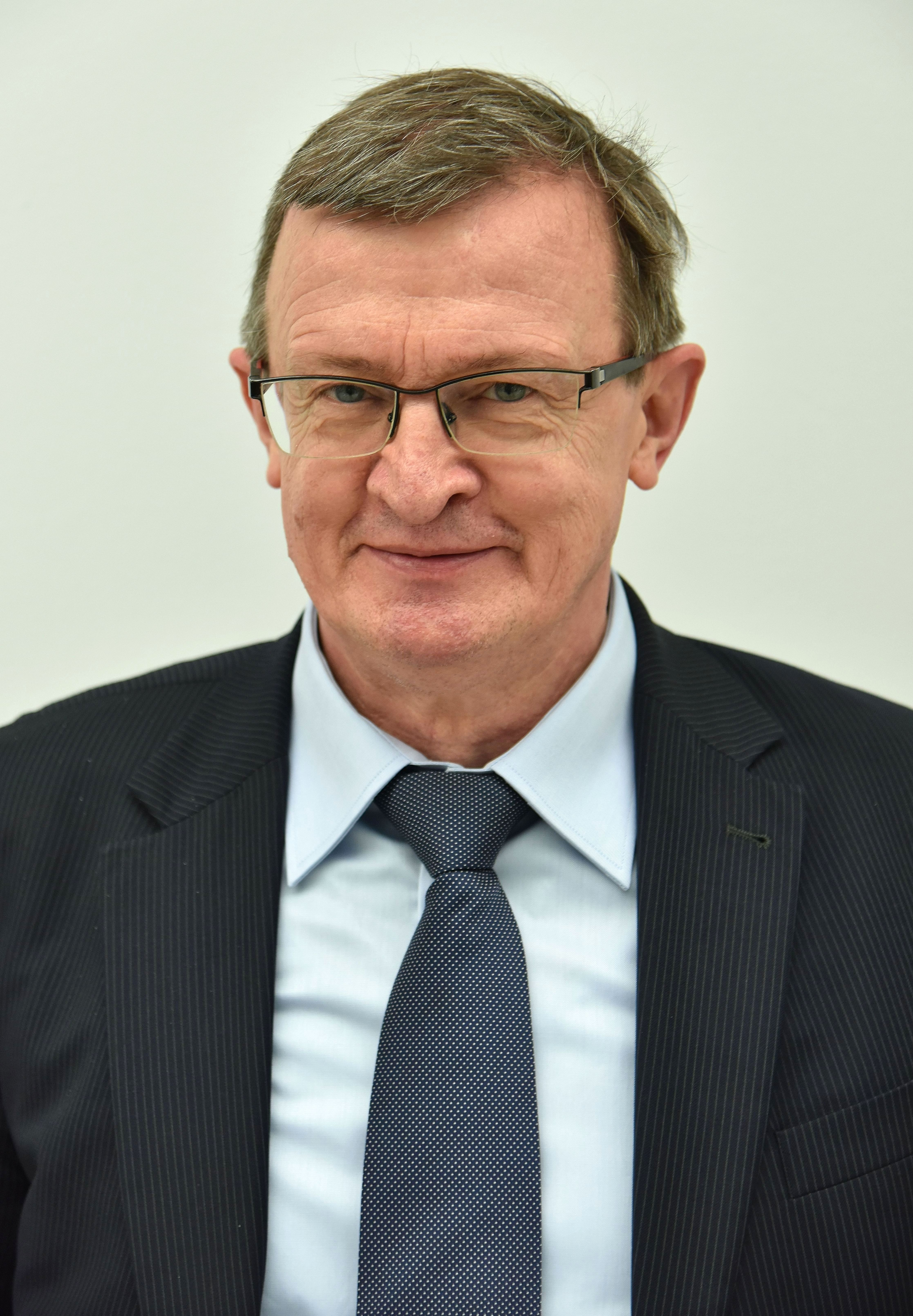
Tadeusz Cymański

Tadeusz Cymański (* 6. Juni 1955 in Nowy Staw) ist ein polnischer Politiker, Kommunalpolitiker und Abgeordneter des Sejm in der 3., 4., 5., 6. sowie 8. Wahlperiode. Von 2009 bis 2014 war er Europaabgeordneter.

## Leben
1978 beendete Cymański sein Studium im Bereich Transportwirtschaft an der Universität Danzig. Von 1972 bis 1978 gehörte er zuerst dem Związek Młodzieży Socjalistycznej (Sozialistischer Jugendverband) und danach dem Socjalistyczny Związek Studentów Polskich (Sozialistischer Studentenverband Polens) an.
In den Jahren 1978 bis 1990 arbeitete er als Revisor in der Filiale der Bank für Lebensmittelwirtschaft in Malbork. 1980 engagierte er sich in der oppositionellen Gewerkschaft Solidarność und leitete die Betriebskommission der Solidarność in der Malborker Bank für Lebensmittelwirtschaft. In den Jahren 1989 bis 1990 war er im Bürgerkomitee „Solidarność“ tätig und war Vorsitzender des Bürgerkomitees in Malbork. Von 1990 bis 1998 war er Bürgermeister von Malbork, danach saß er drei Jahre im Stadtrat.
In den Jahren 1990 bis 1998 war er Mitglied der katholisch-rechtskonservativen Porozumienie Centrum (Zentrums-Übereinkunft – PC). Von 1998 bis 2001 gehörte er der Stronnictwo Konserwatywno-Ludowe (Konservative Volkspartei – SKL) an. In den Jahren 2001 bis 2002 war er im Przymierze Prawicy (Bündnis der Rechten – RP) aktiv. Seit 2002 ist er Mitglied der Prawo i Sprawiedliwość (Recht und Gerechtigkeit – PiS).
Seit 1997 übt er ein Abgeordnetenmandat im Sejm aus, zuerst für die Liste der Akcja Wyborcza Solidarność (Wahlbündnis Solidarność – AWS). Seit 2001 sitzt er für die PiS und den Wahlkreis Danzig im Sejm. Bei den Parlamentswahlen 2005 wurde er mit 23.518 Stimmen gewählt. In dieser V. Wahlperiode war er stellvertretender Vorsitzender der Sejm-Kommission für Gesellschaftspolitik. Vom 9. November 2005 bis zum 22. August 2006 saß er in der Sejm-Kommission für Gesundheit, die er zugunsten der Sejm Kommission für Kommunale Selbstverwaltung verließ, um am 18. Oktober 2006 wieder in die Kommission für Gesundheit zurückzukehren.
Bei den Parlamentswahlen 2007 wurde er mit 14.064 Stimmen zum vierten Mal in den Sejm gewählt. Er war Mitglied der Sejm-Kommissionen für Gesellschaftspolitik sowie Gesundheit.
Bei der Europawahl 2009 wurde er ins Europäische Parlament gewählt. Damit endete am 10. Juni 2009 seine Mitgliedschaft im Sejm. Nach den Parlamentswahlen in Polen 2011 stellte er Überlegungen zur innerparteilichen Demokratie in seiner Partei PiS an. Am 4. November 2011 wurde er zusammen mit Zbigniew Ziobro und Jacek Kurski von der Partei Prawo i Sprawiedliwość ausgeschlossen.
Bei der Parlamentswahl 2015 wurde Cymański erneut in den Sejm gewählt.
Bei den Kommunalwahlen 2024 gewann er einen Sitz im Rat des Bezirks Marienburg.